# Datsun 160J
La Datsun 160J è una vettura della Datsun derivata dalla Nissan Stanza, utilizzata per le competizioni del campionato del mondo rally per cinque stagioni, dal 1976 al 1980, periodo nel quale ha conquistato quattro vittorie.
La Datsun 160J, ha portato il Team Datsun Europe in due occasione al titolo di vicecampione del mondo, nel 1979 alle spalle della Ford e nel 1980 alle spalle della Fiat, vincendo quattro gare con il marchio Datsun dal 1973 al 1981.

## Storia
La vettura Gruppo 4 era specializzata in quelli che oggi possono essere considerati gli antisignani dei moderni rally raid (cioè gare di rally che si svolgono prevalentemente nel deserto e in più delle canoniche due o tre giornate di competizione), quali il Safari Rally, in Kenya o il Rally Bandama, in Costa d'Avorio.

## Palmarès
1976
- 5º posto nel Campionato del mondo costruttori con 39 punti[4]

1977
- 6º posto nel Campionato del mondo costruttori con 40 punti[4]

1978
- 5º posto nel Campionato del mondo costruttori con 52 punti[5]

1979
- nel Campionato del mondo costruttori con 108 punti[6]

1980
- nel Campionato del mondo costruttori con 93 punti[7]

### Vittorie nel mondiale rally
| Anno | Rally                  | Pilota          |
| ---- | ---------------------- | --------------- |
| 1976 | Rally dell'Acropoli    | Harry Källström |
| 1979 | Safari Rally           | Shekhar Mehta   |
| 1980 | Safari Rally           | Shekhar Mehta   |
| 1980 | Rally di Nuova Zelanda | Timo Salonen    |